# لوور دوت كوم فليد
لوور دوت كوم فليد أو لوور.كوم فيلد (بالإنجليزية: Lower.com Field)‏ هو ملعب خاص بكرة القدم يقع في كولومبوس، أوهايو، الولايات المتحدة. وهو الملعب الرئيسي لفريق كولومبوس كرو الذي يلعب في الدوري الأمريكي لكرة القدم، ليحل محل الملعب السابق للنادي، ملعب هيستوريك كرو. بلغت تكلفة الملعب الجديد 314 مليون دولار. يتسع الملعب لـ 20371 متفرجًا ويتضمن 30 جناحًا و1900 مقعدًا للنادي.

## تاريخ
كان من المقرر في الأصل أن يبدأ بناء الملعب الجديد في صيف عام 2019، ولكن بعد التأخير، تمت إعادة جدولة وضع حجر الأساس لاحقًا إلى 10 أكتوبر 2019 عند الانتهاء من الملعب، تمت إعادة تطوير ملعب هيستوريك كرو ليصبح مركز تدريب كولومبوس كرو.
في 15 يونيو 2021، أُعلن أن شركة العقارات عبر الإنترنت Lower.com ومقرها كولومبوس قد اشترت حقوق تسمية الملعب؛ وفقًا لسياسة الفريق، لم يتم الكشف عن الشروط.